# Núcleo (procesamiento digital de imágenes)
En procesamiento de imagen, un núcleo, kernel, matriz de convolución o máscara es una matriz pequeña que se utiliza para desenfoque, enfoque, realce, detección de bordes y más. Esto se logra realizando una convolución entre un núcleo y una imagen.

## Detalles
Dependiendo de los valores de los elementos, un núcleo puede producir un amplio rango de efectos.
| Operación | Núcleo | Imagen resultante |
| --- | --- | ----------------- |
| Identidad | {\displaystyle {\begin{bmatrix}0&0&0\\0&1&0\\0&0&0\end{bmatrix}}}                                                                               |                   |
| Detección de bordes                                                                                          | {\displaystyle {\begin{bmatrix}\ \ 1&0&-1\\\ \ 0&0&\ \ 0\\-1&0&\ \ 1\end{bmatrix}}}                                                             |                   |
| Detección de bordes                                                                                          | {\displaystyle {\begin{bmatrix}0&\ \ 1&0\\1&-4&1\\0&\ \ 1&0\end{bmatrix}}}                                                                      |                   |
| Detección de bordes                                                                                          | {\displaystyle {\begin{bmatrix}-1&-1&-1\\-1&\ \ 8&-1\\-1&-1&-1\end{bmatrix}}}                                                                   |                   |
| Enfocar | {\displaystyle {\begin{bmatrix}\ \ 0&-1&\ \ 0\\-1&\ \ 5&-1\\\ \ 0&-1&\ \ 0\end{bmatrix}}}                                                       |                   |
| Desenfoque de cuadro (normalizado)                                                                           | {\displaystyle {\frac {1}{9}}{\begin{bmatrix}1&1&1\\1&1&1\\1&1&1\end{bmatrix}}}                                                                 |                   |
| Desenfoque gaussiano 3 × 3 (aproximación)                                                                    | {\displaystyle {\frac {1}{16}}{\begin{bmatrix}1&2&1\\2&4&2\\1&2&1\end{bmatrix}}}                                                                |                   |
| Desenfoque gaussiano 5 × 5 (aproximación)                                                                    | {\displaystyle {\frac {1}{256}}{\begin{bmatrix}1&4&6&4&1\\4&16&24&16&4\\6&24&36&24&6\\4&16&24&16&4\\1&4&6&4&1\end{bmatrix}}}                    |                   |
| Máscara de desenfoque 5 × 5 Basado en desenfoque gaussiano con cantidad 1 y umbral 0 (sin máscara de imagen) | {\displaystyle {\frac {-1}{256}}{\begin{bmatrix}1&4&\ \ 6&4&1\\4&16&\ \ 24&16&4\\6&24&-476&24&6\\4&16&\ \ 24&16&4\\1&4&\ \ 6&4&1\end{bmatrix}}} |                   |

Lo anterior son solo unos pocos ejemplos de efectos que se pueden conseguir convolucionando núcleos e imágenes.

### Origen
El origen es la posición del núcleo que está sobre (conceptualmente) el píxel de salida actual. Esto podría estar fuera del núcleo real, aunque generalmente corresponde a uno de los elementos del núcleo. Para un núcleo simétrico, el origen suele ser el elemento central..

### Normalización
Se define normalización como la división de cada elemento en el núcleo por la suma de todos los elementos del núcleo, de forma que la suma de los elementos de un núcleo normalizado es uno. Esto asegurará que el píxel promedio en la imagen modificada sea tan brillante como el píxel promedio en la imagen original.